# 阿马哈伊机场
阿马哈伊机场（印尼语：Bandar Udara Amahai）是印度尼西亚马鲁古省中马鲁古县阿马哈伊的一座机场，机场在斯兰岛的南端海岸，西靠Elpaputih湾。主要服务城镇马索希和阿马哈伊。

## 资料来源
1. ↑  .   [2017-04-12]. （原始内容存档于2016-03-04）.
2. ↑  .   [2017-04-12]. （原始内容存档于2020-09-29）.